# Casa Valls i Brufau
La Casa Valls i Brufau és un edifici del municipi d'Igualada (Anoia). Aquesta és la primera edificació d'Igualada amb una estructura global modernista. És una obra protegida com a bé cultural d'interès local.

## Descripció
L'edifici presenta una composició simètrica donada per dos eixos d'obertures paral·leles. En la planta baixa s'utilitza carreu, aquí trobem uns arcs escarsers amb grans salmers que es contraposen amb les llindes del primer pis i amb els merlets esglaonats que coronen l'edifici. Les obertures del primer i segon pis són de llinda i en la seva part superior presenten un trencaaigües esglaonat, que amb unes motllures amples semblen empresonar en el seu interior uns relleus florals de tipus gòtic que envolten unes ceràmiques de reflexos metàl·lics. En el centre de la façana hi trobem les inicials del propietari. Així doncs, en la composició alternen les formes sinuoses de la planta i tercer pis, amb les rectilínies del primer i segon pis i dels merlets del final. El promotor de l'obra fou Francesc Valls Brufau, teixidor.